# Jacob Jaacks
Jacob Jaacks, né le 24 avril 1977 à Cedar Rapids, est un joueur américain de basket-ball.

## Biographie
Jacob Jaacks passe par plusieurs universités dont les Iowa Hawkeyes de l'Université de l'Iowa où il termine son cursus universitaire. Jacob Jaacks rejoint ensuite le CSP Limoges qui évolue en Pro B. Avec le Cercle Saint-Pierre, il remporte le championnat de France Pro B en 2001 et termine meilleur rebondeur de Pro B (11,8 rebonds). Ainsi les salles françaises découvre son jeu efficace aussi bien en défense qu'en attaque qui font de lui l'un des meilleurs pivots de la deuxième division française. En 2002, il quitte la France et joue dans plusieurs clubs d'Italie (Biella, Pavie ou encore Udine). Finalement, en 2008, Jaacks rejoint le BK Kiev où il atteint la finale de coupe d'Ukraine. En outre, le BC Kiev est vice-champion d'Ukraine à l'issue de la saison 2007-2008. Par ailleurs, le pivot américain joue en 2010-2011, au Telekom Baskets Bonn.

## Palmarès
- 2000-2001 : Champion de France de Pro B avec Limoges
- 2007-2008 : Finaliste de la Coupe d’Ukraine avec Kiev
- 2007-2008 : Vice-champion d'Ukraine avec Kiev

## Nominations et distinctions
- 1997-1998 : Élu junior College All-American
- 1998-1999 : Élu le joueur ayant le plus progressé de NCAA
- 1999-2000 : Membre de la Portsmouth Invitational Tournament five man All-Consolation Team
- 2000-2001 : Meilleur rebondeur du championnat de France Pro B

- 2000 : Drafté au 4e tour (42e choix) par l'Oklahoma (USBL)
- 2000 : Drafté au 5e tour (50e choix) par l'Idiana (ABA)
- 2000 : Drafté au 7e tour (682e choix) par Sioux Falls (CBA)
- 2000 : Drafté au 3e tour (24e choix) par St Louis (IBL)

## Summer League
- 1999-2000 : Participe au Portsmouth Invitational Pre-Draft Tournament
- 1999-2000 : Participe à l’ACMT Pro Camp
- 1999-2000 : Participe au Summer Shootout avec le Heat de Miami
- 1999-2000 : Participe à la Rookie Mountain Revue avec Phoenix
- 2000-2001 : Participe à la Rocky Mountain Summer League avec San Antonio
- Participe à la Real Run Summer League de Carson